# Oxyethira baritu
Oxyethira baritu är en nattsländeart som beskrevs av Angrisano 1995. Oxyethira baritu ingår i släktet Oxyethira och familjen smånattsländor. Inga underarter finns listade i Catalogue of Life.